# Zubdat-un-Nissa Begum
Šahzádi Zubdat-un-Nissa Begum (2. září 1651 – 17. února 1707, Multán) byla mughalská princezna. Byla třetí dcerou císaře Aurangzeba a jeho císařské konkubíny Dilras Banu Begum.
Provdala se za svého bratrance, prince Sipihra Šikoha, v lednu roku 1673. Byl třetím synem jejího strýce z matčiny strany, korunního prince Dary Šikoha a její tety Nadiry Banu Begum. V roce 1676 porodila Zubdat syna, Šahzáda Ali Tabara, který zemřel půl roku po narození.